# Charles Aubecq
 (janvier 2022).
Si vous disposez d'ouvrages ou d'articles de référence ou si vous connaissez des sites web de qualité traitant du thème abordé ici, merci de compléter l'article en donnant les références utiles à sa vérifiabilité et en les liant à la section « Notes et références ».
Charles Aubecq, veuf de Rachel Collette, né le 23 août 1926 à Corroy-le-Grand, décédé le 22 février 2015 à Berchem-Sainte-Agathe, fut un homme politique belge wallon, membre du MR.
Il fut entrepreneur en travaux de constructions (1956-1981), puis président de l'Intercommunale du Brabant wallon (1983-2015). 

## Carrière politique
- 1981-1995 : sénateur élu direct pour l'arrondissement de Nivelles
- 1985-1988 : Ministre du Budget, des Finances et des Travaux subsidiés pour la Région Wallonne
- 1995-1996 : député wallon
- 1976- : conseiller communal  de Wavre
  - 1976-1982 : échevin des Travaux
  - 1983-2006 : bourgmestre de Wavre